# ウパーリ・ラジャカルナ

M・ウパーリ・ラジャカルナ（M. Upali Rajakaruna、1975年1月6日 - ）は、スリランカのアヌラーダプラ出身の車いすテニス選手、元軍人。スリランカ国内の最高の車いすテニス選手で自己最高ランクはシングルスが2012年9月3日に記録した49位で、ダブルスは2017年5月15日に記録した59位である。兵士を務めていた1997年にウェリオヤでタミル・イーラム解放のトラからの大砲の砲撃を受けて左足を失った。その後の2002年にはスリランカテニス協会の実施するトレーニングプログラムによって車いすテニス選手となった。
2008年には北京パラリンピックの車いすテニス男子シングルスに出場し、1回戦ではデンマークのケネス・カムマーズガードに6-1、6-1で勝利したものの、2回戦で2000年のシドニーパラリンピックと2004年のアテネパラリンピックで男子シングルス2連覇を達成しているオランダのロビン・アマラーンに、0-6、0-6で敗れた。